# Friedrich August, Công tước xứ Württemberg-Neuenstadt

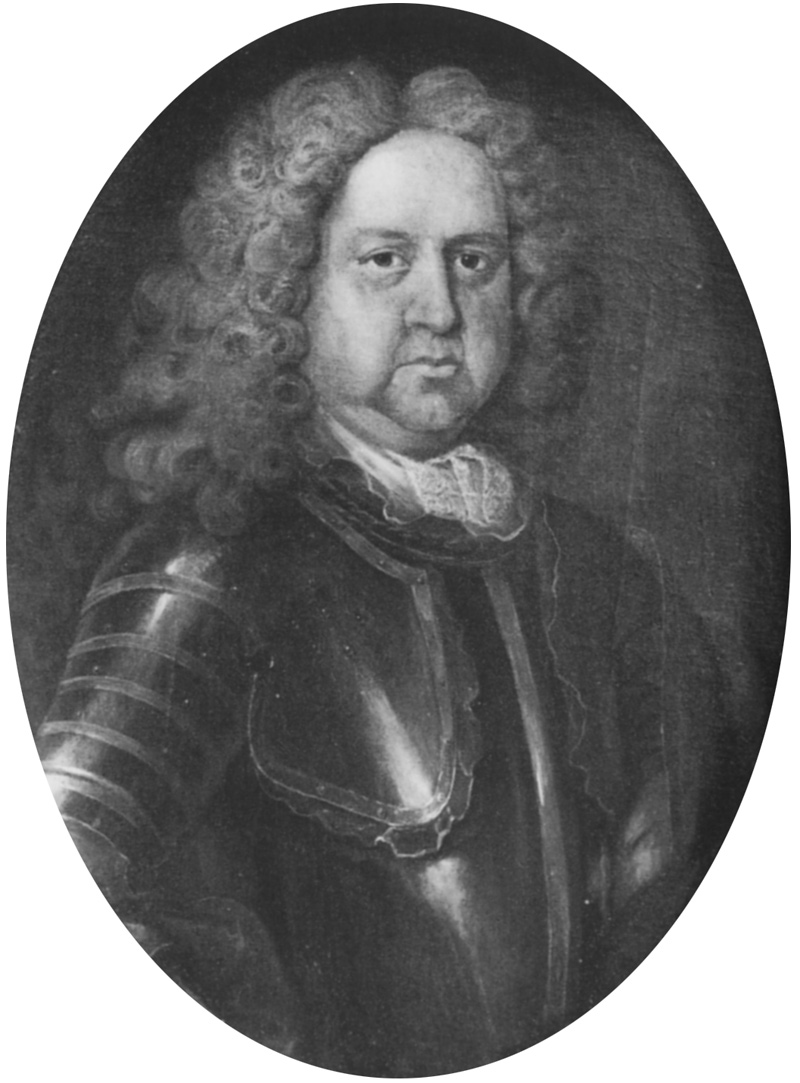
Frederick Augustus

Frederick Augustus của Württemberg-Neuenstadt (12 tháng 3 năm 1654, tại Neuenstadt am Kocher – 6 tháng 8 năm 1716, tại Gochsheim ) là Công tước xứ Württemberg và cũng là Công tước xứ Württemberg-Neuenstadt.